# Bharat Petroleum
Bharat Petroleum (BPCL) (гінді भारत पेट्रोलियम) — індійська нафтогазова компанія, одна з найбільших компаній Індії. Займається нафтопереробкою і роздрібним продажем своєї продукції через приналежну їй мережа роздрібних точок продажів. Відома в Індії за свої маркетингові ініціативи.

## Історія
У 1860-х роках, під час швидкого промислового розвитку, важливим гравцем на ринку Південної Азії була «Burma oil company ltd». Хоча компанія була зареєстрована в Шотландії в 1886 році, ця компанія виросла з підприємства «Rangoon Oil Company», яка була сформована у 1871 році для перегонки сирої нафти, що видобувалась з примітивних колодязів у Верхній Бірмі.
У 1928 році «Asiatic Petroleum Company» (Індія) розпочала співпрацю з «Burma oil company ltd». Цей союз привів до утворення «Burmah-Shell Oil Storage and Distributing Company of India Limited». «Burmah-Shell» почала свою діяльність з імпорту та збуту гасу.
24 січня 1976 уряд Індії вступив у володіння «Burmah-Shell» та сформував компанію «Bharat Refineries Limited». 1 серпня 1977 вона була перейменована у «Bharat Petroleum Corporation Limited». Це була також перша компанія для переробки новознайденої місцевої сирої нафти «Бомбей Хай».

## НПЗ
«Bharat Petroleum» володіє НПЗ у Мумбаї, штат Махараштра і Кочі, штат Керала (Кочі НПЗ) потужністю 12 та 15,5 млн метричних тонн на рік.